# Campo sportivo di Falciano
El Campo Sportivo di Falciano es un estadio de fútbol ubicado en Falciano, San Marino. El estadio tiene capacidad para 500 espectadores y está equipado con césped artificial.